# Seznam švedskih smučarskih tekačev
Seznam švedskih tekačev na smučeh.

## A
- Ebba Andersson
- Lina Andersson
- Fredrik Andersson
- Simon Andersson

## B
- Hedda Bångman
- Gustaf Berglund
- Martin Bergström
- Lars-Arne Bölling
- Viktor Brännmark
- Jens Burman
- Alfred Buskqvist

## D
- Maja Dahlqvist
- Filip Danielsson
- Anna Dyvik

## E
- Johan Edin
- Axel Ekström
- Per Elofsson
- Hanna Erikson
- Gustav Eriksson
- Jens Eriksson
- Frida Erkers

## F
- Hanna Falk

## G
- Maria Gräfnings
- Marcus Grate

## H
- Anna Haag
- Johan Häggström
- Johanna Hagström
- Calle Halfvarsson
- Frida Hallquist
- Marcus Hellner
- Sofia Henriksson

## I
- Moa Ilar
- Ida Ingemarsdotter

## J
- Sixten Jernberg
- Irma Johansson
- Martin Johansson
- Emil Jönsson

## K
- Charlotte Kalla
- Frida Karlsson
- Moa Molander Kristiansen

## L
- Simon Lageson
- Alfred Lif
- Oskar Lindberg (1894-1977)
- Anton Lindblad
- Sara Lindborg
- Moa Lundgren

## M
- Barbro Martinsson
- Lovisa Modig
- Torgny Mogren

## N
- Maria Nordström
- Britta Johansson Norgren

## O
- Jennie Öberg
- Anna Olsson
- Moa Olsson
- Johan Olsson
- Antonina Ordina

## P
- Magdalena Pajala
- Anton Persson
- Simon Persson
- Teodor Peterson
- Jyrki Ponsiluoma
- William Poromaa

## Q
- Carl Quicklund

## R
- Emma Ribom
- Daniel Richardsson
- Elina Rönnlund
- Marcus Ruus
- Maria Rydqvist

## S
- Björn Sandström
- Evelina Settlin
- Erik Silfver
- Anders Södergren
- Helene Söderlund
- Jenny Solin
- Linn Sömskar
- Jonna Sundling
- Linn Svahn
- Gunde Svan
- Julia Svan
- Anders Svanebo
- Oskar Svensson

## T
- Viktor Thorn

## V
- Lisa Vinsa

## W
- Thomas Wassberg
- Karl-Johan Westberg
- Emma Wikén